# تئاتر نیدرلاندر
تئاتر نیدرلاندر (انگلیسی: Nederlander Theatre) یک سالن تئاتر متعلق به سازمان نیدرلاندر در شهر نیویورک، آمریکا است.
این تئاتر که در سال ۱۹۲۱ تاسیس شده در منطقه تئاتر برادوی قرار دارد و دارای ۱٬۲۳۲ نفر ظرفیت است.

## نگارخانه

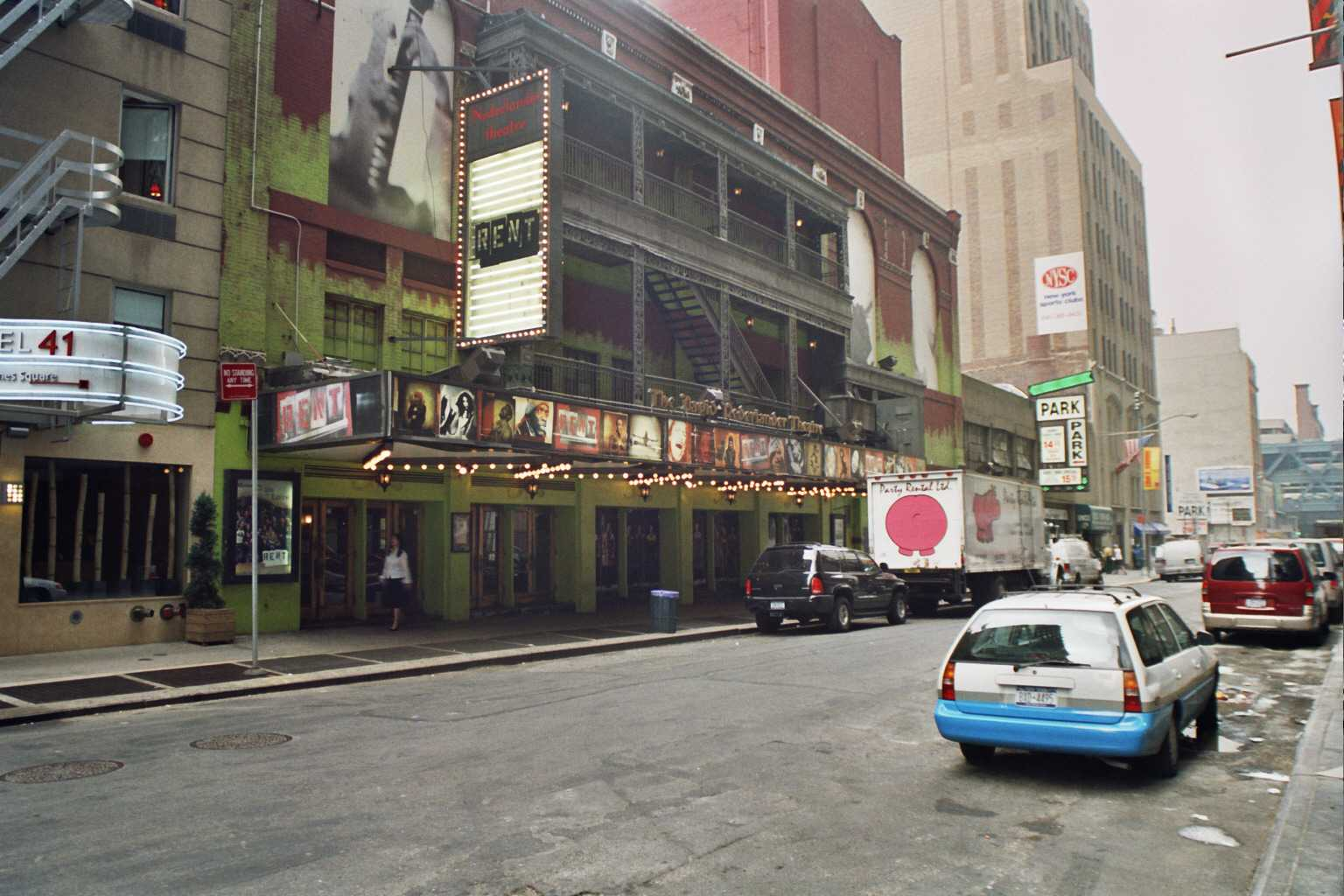
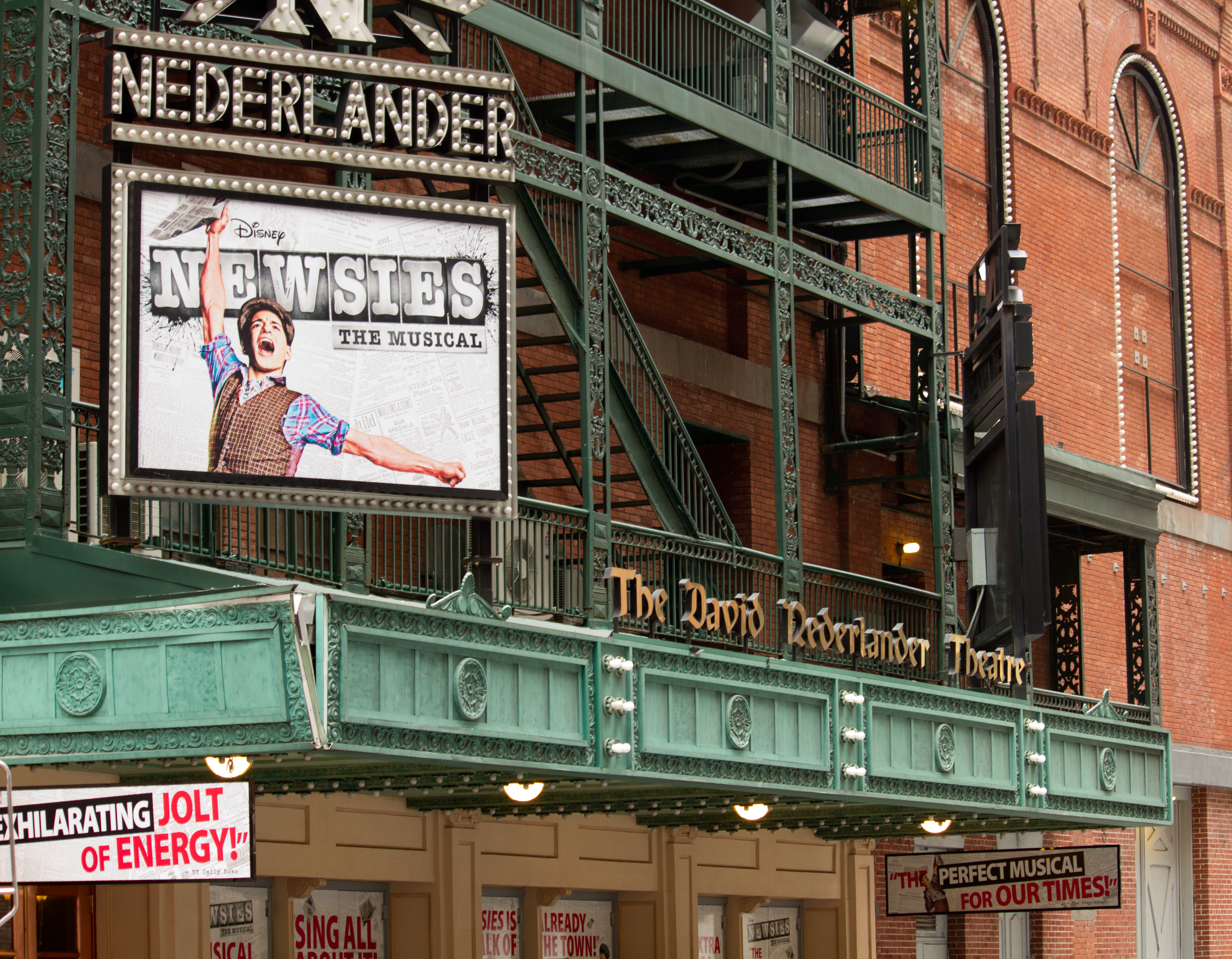